# 5 mai 1912
Le dimanche 5 mai 1912 est le 126e jour de l'année 1912.

## Naissances
- Carlos Guastavino (mort le 28 octobre 2000), compositeur
- Gérald Van der Kemp (mort le 28 décembre 2001), conservateur de musée français
- Henri Hecaen (mort le 8 juin 1983), psychiatre et neuropsychologue français
- Louis-René Beaudoin (mort le 21 février 1970), personnalité politique canadienne
- Walter Joachim (mort le 20 décembre 2001), violoncelliste soliste, chambriste et professeur de musique québécois

## Décès
- Émile Decombes (né le 9 août 1829), musicien français
- Rafael Pombo (né le 7 novembre 1834), poète et fabuliste colombien

## Événements
- Ouverture par Gustav V, roi de Suède, des Ve Jeux olympiques à Stockholm.
- Union des républiques socialistes soviétiques : premier numéro du journal bolchevique La Pravda.
- Création du club de football autrichien SV Ried